# Aktivno biračko pravo
Aktivno biračko pravo daje odgovor na pitanje tko može birati predstavnike u vlasti?, odnosno tko ima pravo glasa. Predstavnička vladavina oblikovala se do svojih suvremenih demokratskih obilježja upravo kroz borbu za opće biračko pravo, odnosno za opće pravo glasa.
Aktivno biračko pravo bilo je tijekom 19. stoljeća ograničeno imovinskim cenzusom i cenzusom naobrazbe. Kadkad se u pojednim državama primjenjivao samo jedan, u početku imovinski cenzus, a kasnije cenzus naobrazbe. Bilo je i slučajeva kada je snižen imovinski cenzus da bi se istodobno mogla primjenjivati kombinacija obaju cenzusa. Stupanj imućnosti koji se tražio za stjecanje aktivnog biračkog prava bio je u početku vrlo visok, tako da oni siromašniji kojih je bilo najviše uopće nisu mogli sudjelovati u obavljanu političke vlasti. No već je sredinom XIX. stoljeća u razvijenim građanskim državama zbog djelovanja sitnog građanstva i radništva, za koje je u to vrijeme borba za opće biračko pravo bila jedna od temeljnih postavki političkog programa, počelo smanjivanje tog cenzusa. Postupno se imovinski cenzus zamjenjivao cenzusom naobrazbe. Opravdanje primjene obaju cenzusa nalazilo se u tvrdnjama da su samo građani koji imaju bogatsvo i koji su stekli naobrazbu zainteresirani za pitanja državne vlasti, a osim toga da samo oni imaju dovoljno znanja da sudjeluju u njoj.
Evolucija od ograničenog biračkog prava do općeg nije u svim zemljama tekla jednakomjerno. Tako se negdje ta evolucija odvijala postupno, kao u Velikoj Britaniji, a negdje skokovit, kao u Francuskoj, gdje se pravo glasa čas širilo, čas sužavalo. U Velikoj Britaniji prijelaz s ograničenog ka općem pravu glasa započinje 1832. godina kada je izbornom reformom povećan broj birača tako da je na svakih 24 stanovnika dolazi jedan birač. Postupno se povećava broj birača, da bi 1918. godine bilo uvedeno opće biračko pravo za muškarce, a 1928. za žene. U Francuskoj je pak nakon revolucije 1789. uvedeno pravo glasa koje je bilo ograničeno imovinskim cenzusom. Ustavom je 1793. godine uvedeno opće pravo glasa, no taj se Ustav nikada nije primjenjivao. Ustavom iz 1795. godine ponovno je uvedeno ograničeno pravo glasa, da bi se Ustav iz 1800. približio općem pravu glasa. Nakon pada Napoleona ponovno se ograničilo pravo glasa vrlo visokim imovinskim cenzusom. Ustav iz 1830. godine ponovno je smanjio to ograničenje da bi se nakon građanskodemokratske revolucije 1848. godine dalo opće biračko pravo muškarcima. Žene su to pravo dobile tek poslije II. svjetskog rata.
Sve do kraja XIX. stoljeća pitanje prelaza od ograničenog na opće biračko pravo bilo je vezano samo za muškarce. Žene uopće nisu imale biračko pravo. Biračko pravo žene su dobile najprije u Švedskoj 1867. godine, ali samo na općinskim izborima. Postupno se to pravo ženama dodjeljivalo u skandinavskim zemljama, Austriji i nekim državama SAD–a. Tek su poslije I. svjetskog rata žene dobivale pravo glasa u mnogim državama (SAD, Njemačka, SSSR, Velika Britanija), a poslije II. svjetskog rata i u preostalim europskim državama: Jugoslaviji, Francuskoj, Italiji i u drugima.
Kao što je već istaknuto, opće biračko pravo se u većini država primjenjuje od dvadesetih godina XX. stoljeća, no to ne znači da svi stanovnici neke države imaju pravo glasa. Za njegovo stjecanje traži se određena dob koja osigurava osobnu i društvenu zrelost birača. U suvremenim državama je to najčešće od 18. ili od 21. godine života. Biračko pravo imaju samo državljani određene države. Osim toga, aktivno biračko pravo nemaju osobe koje su sudskom presudom lišene građanskih prava, a time i prava glasa, te osobe koje su izgubile poslovnu sposobnost, odnosno osobe koje su pod starateljstvom. U političkim sustavima u kojima se ispod demokratskih oblika krije politička diktatura, često se biračko pravo oduzima određenim grupama ili pojedincima zbog tzv. političke nedostojnosti. Biračko se pravo može i posredno ograničiti iako je u državi propisano opće biračko pravo. To se može učiniti tako da se kao uvjet za upis birača u birački popis odredi rok u kojem birači moraju boraviti ili prebivati u nekom mjestu ili području. Time su pravo glasa izgubili oni državljani koji su zbog nekog razloga izbivali iz države ili nekog područja neko duže vrijeme. Također je moguće uskraćivanje biračkog prava vojnim osobama, no to u svakom slučaju nije u skladu s demokratskim načelom općeg biračkog prava i to predstavlja odvajanje vojske od društva.
Pri organizaciji izbora najprije se pravnim propisima mora riješiti pitanje tko će imati pravo birati zastupnike ili, drugim riječima, tko će imati aktivno biračko pravo. Predstavnička vladavina oblikovala se do svojih suvremenih demokratskih obilježja upravo kroz borbu za opće biračko pravo, odnosno za opće pravo glasa.